# Митропа куп 1964.
Митропа куп 1964. је било 23. издање клупског фудбалског такмичења Митропа купа.
Такмичење је трајало од 3. јуна до 2. септембра 1964. године. Спарта Праг је у финалном двомечу била успешнија од  Слована из Братиславе и освојила трећи трофеј Митропа купа. 

## Резултати

### Четвртфинале
| Меч | Клуб                | Држава       | укупан рез. | Држава       | Клуб              | 1. утак. | 2. утак. |
| --- | ------------------- | ------------ | ----------- | ------------ | ----------------- | -------- | -------- |
| 1   | Спарта Праг         | Чехословачка | 4:2         | Мађарска     | МТК               | 1:1      | 3:1      |
| 2   | Жељезничар Сарајево | СФРЈ         | 2:4         | Чехословачка | Слован Братислава | 2:1      | 0:3      |
| 3   | Вашаш               | Мађарска     | 4:2         | Аустрија     | ЛАСК Линц         | 3:1      | 1:1      |
| 4   | Болоња              | Италија      | 3:2         | СФРЈ         | ОФК Београд       | 1:0      | 2:2      |

### Полуфинале
| Меч | Клуб              | Држава       | укупан рез. | Држава       | Клуб        | 1. утак. | 2. утак. |
| --- | ----------------- | ------------ | ----------- | ------------ | ----------- | -------- | -------- |
| 1   | Слован Братислава | Чехословачка | 3:1         | Мађарска     | Вашаш       | 1:1      | 2:0      |
| 2   | Болоња            | Италија      | 2:5         | Чехословачка | Спарта Праг | 2:2      | 0:3      |

### Финале
| Меч | Клуб              | Држава       | укупан рез. | Држава       | Клуб        | 1. утак. | 2. утак. |
| --- | ----------------- | ------------ | ----------- | ------------ | ----------- | -------- | -------- |
| 1   | Слован Братислава | Чехословачка | 0:2         | Чехословачка | Спарта Праг | 0:0      | 0:2      |

| Освајач Митропа купа 1964. |
| -------------------------- |
| Спарта Праг 3. Титула      |